# Лаврентій (візантійський єпископ)
Лаврентій  (грец. Λαυρέντιος — Візантійський єпископ у 154–166 роках.
Обійняв посаду після єпископа Евзоя та перебував на ній протягом одинадцяти з половиною років. Різні джерела дають дещо відмінні дати правління Лаврентія, але найбільш імовірні саме 154–166 роки.
Наступником Евзоя став Аліпій .